# ジョージア大学システム
ジョージア大学システム（英語: University System of Georgia）は、アメリカ合衆国ジョージア州の州立大学群。本部はアトランタにある。

## 構成機関
- ジョージア大学
- ジョージア工科大学
- ジョージア州立大学
- オーガスタ大学
- ケネソー州立大学（英語版）
- ジョージアサザン大学
- ウェストジョージア大学（英語版）
- バルドスタ州立大学（英語版）
- ノースジョージア大学（英語版）
- ジョージア・カレッジ&州立大学（英語版）
- コロンバス州立大学（英語版）
- オールバニ州立大学（英語版）
- ミドルジョージア州立大学（英語版）
- クレイトン州立大学（英語版）
- サバンナ州立大学（英語版）
- フォートバレー州立大学（英語版）
- ジョージア・サウスウェスタン州立大学
- Georgia Gwinnett College
- Abraham Baldwin Agricultural College
- Georgia Highlands College
- Dalton State College
- Gordon State College
- College of Coastal Georgia
- East Georgia State College
- South Georgia State College
- Atlanta Metropolitan State College